# Ini-Abasi Umotong
Ini-Abasi Anefiok Umotong (sinh ngày 15 tháng 5 năm 1994) là một cầu thủ bóng đá quốc tế người Nigeria chơi ở vị trí tiền đạo cho Brighton & Hove Albion của FA WSL 1 và đội tuyển quốc gia Nigeria.

## Sự nghiệp quốc tế
Cô nhận được yêu cầu triệu tập đầu tiên vào đội hình Super Falcons - đội tuyển bóng đá nữ Nigeria vào tháng 2 năm 2015 khi huấn luyện viên Edwin Okon triệu tập 36 cầu thủ chuẩn bị cho vòng loại Thế vận hội toàn châu Phi lần thứ 11, vòng loại Olympic 2016 và trận FIFA World Cup Bóng đá nữ lần thứ 7. Đại học Kinh tế và Khoa học Actuarial tại Đại học Southampton đã phải chấp thuận bỏ qua hai tuần đầu tiên của Abuja do yêu cầu lên tuyển của cô.
Khi đến sau hai tuần, Umotong có lần ra sân đầu tiên từ băng ghế dự bị ở những phút cuối trận trong trận hòa khởi động 1-1 trước một đội bóng của học viện nam, thể hiện sự cống hiến thực sự trong nỗ lực của cô để trở thành thành viên đội bóng tham gia FIFA Word Cup Bóng đá nữ 2015. Cô tiếp tục với một bàn thắng khi cô tham gia thi đấu trong 20 phút trong một trận đấu với đội bóng phụ nữ Nigeria Premier League, Confluence Queens, trước khi trở thành cầu thủ Portsmouth đầu tiên góp mặt trong một giải đấu quốc tế đầy đủ một trận đấu sau khi có 33 phút ra sân lần đầu tiên cho Nigeria trong trận lượt đi vòng loại All-Phi Games của họ với đối thủ Mali ở Bamako. Cuối cùng, cô có tên trong danh sách 23 cầu thủ tham dự World Cup ở Canada nhưng không góp mặt trong bất kỳ trận đấu nào trong ba trận đấu của Nigeria khi các nhà vô địch châu Phi không thể tiến vào vòng đấu loại trực tiếp.